# Isdromas lycaenae
Isdromas lycaenae là một loài tò vò trong họ Ichneumonidae.